# Liriomyza trifoliearum
Liriomyza trifoliearum este o specie de muște din genul Liriomyza, familia Agromyzidae, descrisă de Spencer în anul 1973. Conform Catalogue of Life specia Liriomyza trifoliearum nu are subspecii cunoscute.